# Kőrösi Csoma Sándor-szobor (Marosvásárhely)
A marosvásárhelyi Kőrösi Csoma Sándor-szobor a magyar őshaza kutatójának és az első tibeti–angol szótár megalkotójának állít emléket. A Kárpát-medence legelső egészalakos Kőrösi-szobra, és a város legrégebbről fennmaradt magyar jellegű köztéri szobra. 1943-ban leplezték le a Vár mellett, az akkor Kőrösiről elnevezett fiúiskola (ma a Petru Maior egyetem) előtti kis parkban. A második világháború után visszatérő románok ledöntötték, újbóli felállítására közel két évtized múltán nyílt lehetőség, ezúttal a Vársétányon.

## Története
1940-ben, a második bécsi döntés értelmében Észak-Erdély – így Marosvásárhely is – ismét Magyarország részét képezte, és megkezdődött többek között a magyar iskolarendszer újjáélesztése. Az egykori Állami Polgári Fiúiskola (ma a Petru Maior Egyetem Bernády-téri épülete), mely a két világháború között román tannyelvű kereskedelmi iskolaként működött, újból nyolcosztályos állami polgári fiúiskolaként nyílt meg. 1941 nyarán idősebb Kőrösi Csoma Gyulát, a magyar utazó oldalági leszármazottját nevezték ki az intézmény élére, és ő kezdeményezte, hogy az iskola és az előtte található tér (egykoron Bem tér, ma Bernády György tér) is Kőrösi nevét viselje.
A szoborállítás szintén 1941-ben került szóba, az ötletet saját visszaemlékezése szerint az akkor tízéves, ifjabb Kőrösi Csoma Gyula vetette fel. Ekkor a városban egyetlen köztéri szobor sem volt (a magyar szobrokat a berendezkedő román hatalom 1919-ben eltávolította, a román monumentumokat pedig magukkal vitték a kivonuláskor). Apja támogatta a felvetést, és kezdeményezte a szervezőbizottság létrehozását. Kezdetben egy mellszobor leleplezését tervezték 1942. április 11-én, Kőrösi halálának centenáriumán, de miután a városi tanács és a magyar kultuszminisztérium is pénzbeli támogatást ajánlott fel, lehetőség nyílt egy teljes alakú szobor felállítására. Ezt 1942 nyarán tervezték leleplezni, de az anyagbeszerzési és háborús gondok és a támogatások elapadása miatt több, mint egy évet csúszott a terv.
A Dabóczi Mihály által készített mű 1943 májusában készült el, de a térrendezési munkálatok késése miatt csak szeptember 26-án kerülhetett sor a leleplezésre. Helyeként a Kőrösi-iskola előtti kis park Kádárok bástyája melletti részét nevezték ki. A talapzat alatt, mélyre elásva vízhatlan fémtokban egy „időkapszulát” helyeztek el, mely kínai tussal írt pergamenlapokon mutatja be Kőrösi életpályáját és jelentőségét, továbbá a szobor felállításának körülményeit. E fölé került a talapzat, melyen a 2,4 méter magas szobor állt. Az avatóünnepségen emberek ezrei vettek részt, idősebb Kőrösi Csoma Gyula és Májay Ferenc polgármester beszédet mondtak, végül a küldöttségek koszorúkat helyeztek el, és elénekelték a Szózatot.
1944 őszén a román csapatok ismét elfoglalták Erdélyt, a szobrot ledöntötték és elhurcolták, feje letört és elkallódott. Talapzata azonban helyén maradt, és minden nap látták az akkor még magyar tannyelvű MOGYE felé igyekvő magyar egyetemisták, akikben megfogalmazódott az az elhatározás, hogy a szobrot újból felállítattják. A magyarországi 1956-os forradalom utáni feszült légkörben a hatalom engedett a diákok követelésének és jóváhagyta a szobor újbóli felállítását, azonban sokkal félreesőbb helyen, a Vársétányon, a Mészárosok bástyája mellett. A szobortestet kijavították, Kulcsár Béla újból elkészítette a fejrészt, és 1962-ben talapzatával együtt új helyén helyezték el az alkotást. Az időkapszula feltehetőleg még mindig eredeti helyén, a Kádárok bástyájánál van.

## Leírása
A gödemesterházi trachitból készült szobor magassága 2,4 méter, talapzatának magassága 1,6 méter. A Reggeli Újság leírása szerint „székely mestermű [...] amely az őshaza felkutatására induló diákot kristályosítja kőbe Bocskai-szerű süveggel a fején és csizmába húzott harisnyával, meg palást-szerű köpennyel”. 1962 óta a Vársétány (románul bd. Cetății) és az Apafi utca (ma str. Nicolae Iorga) kereszteződésénél, a Mészárosok Bástyája mellett áll.